# 玉凤水库
玉凤水库是中国海南省海口市琼山区境内的一座水库，位于美党沟上，建于1956年。水库正常库容为730万立方米，平均水深为5.97米，集雨面积为16平方千米，海拔为76米。